# Хименес Аранда, Луис
Луис Хименес Аранда (исп. Luis Jiménez Aranda; 21 июня 1845, Севилья — 1 марта 1928, Понтуаз, Франция) — испанский художник.

## Биография
Младший брат художника Хосе Хименеса Аранды. Первые уроки мастерства осваивал под руководством брата, позже продолжил обучение в Академии изобразительных искусств в Севилье. Ученик Эдуардо Кано де ла Пенья (1823—1897), мастера исторической живописи и многофигурных композиций.
В 1864 году на Национальной испанской выставке изобразительных искусств получил поощрительную премию за картину «Христофор Колумб перед испанскими королями Изабеллой и Фердинандом».
В 1867 отправился в Рим, где знакомился со знаменитыми фресками и картинами итальянских мастеров прошлого. Через десять лет, в 1876 году, переехал во французский город Понтуаз недалеко от Парижа.
Л. Хименес Аранда натурализовался во Франции, принимал участие как в испанских, так и французских художественных выставках. Экспонировал свои картины в парижском Салоне.
Участвуя во Всемирной выставке 1889 года в Париже и Всемирной выставке 1893 году в Чикаго, был удостоен медалями. На национальной выставке изобразительных искусств в Мадриде в 1892 году Луис Хименес Аранда вновь был награждён медалью первого класса.
Л. Хименес Аранда специализировался на исторической, жанровой и костумбризской живописи. Внёс значительный вклад в развитие жанра социального реализма в живописи.
Умер в Понтуазе.
В числе его учеников Николас Альперис. 

## Галерея

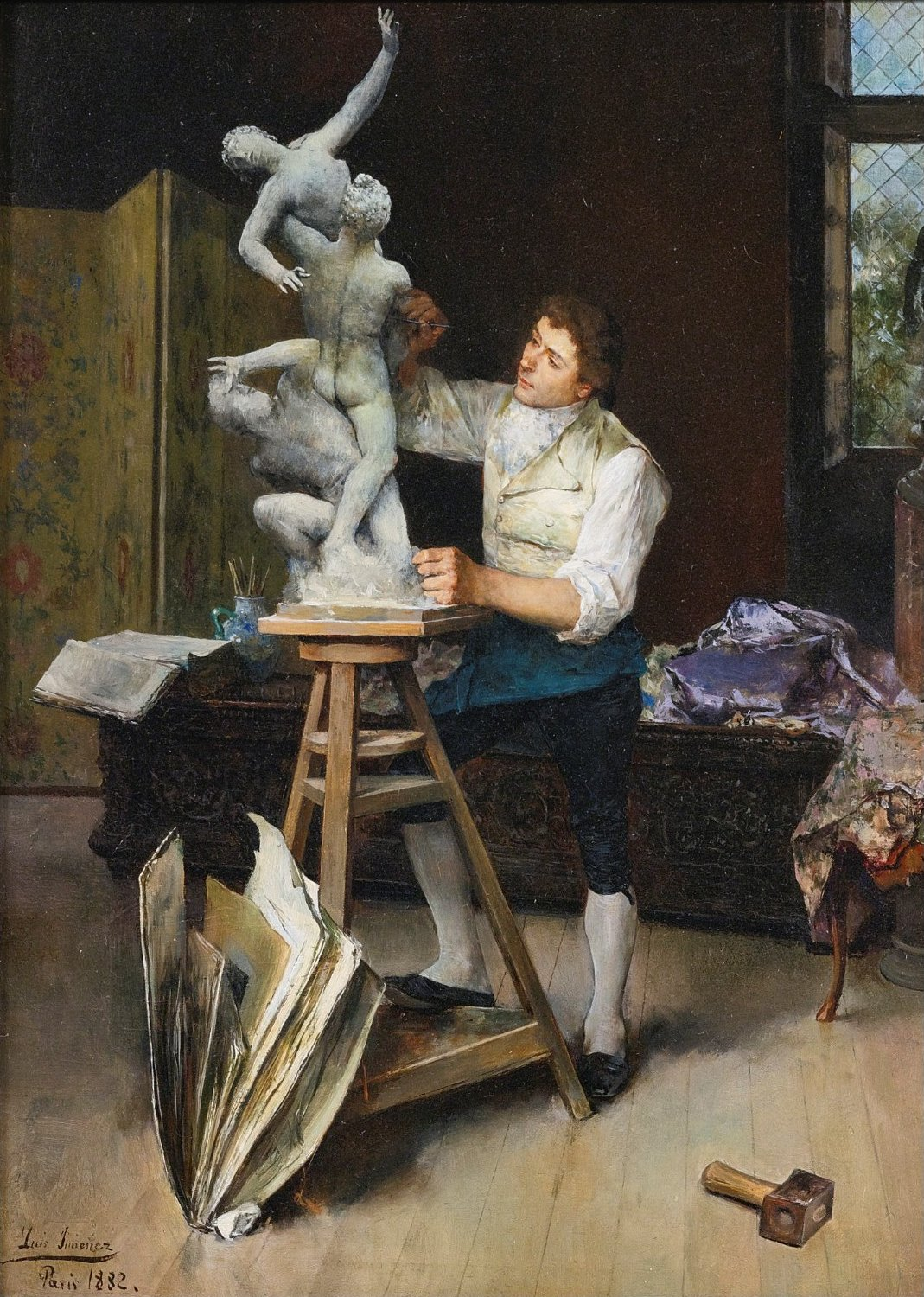
Скульптор, 1882
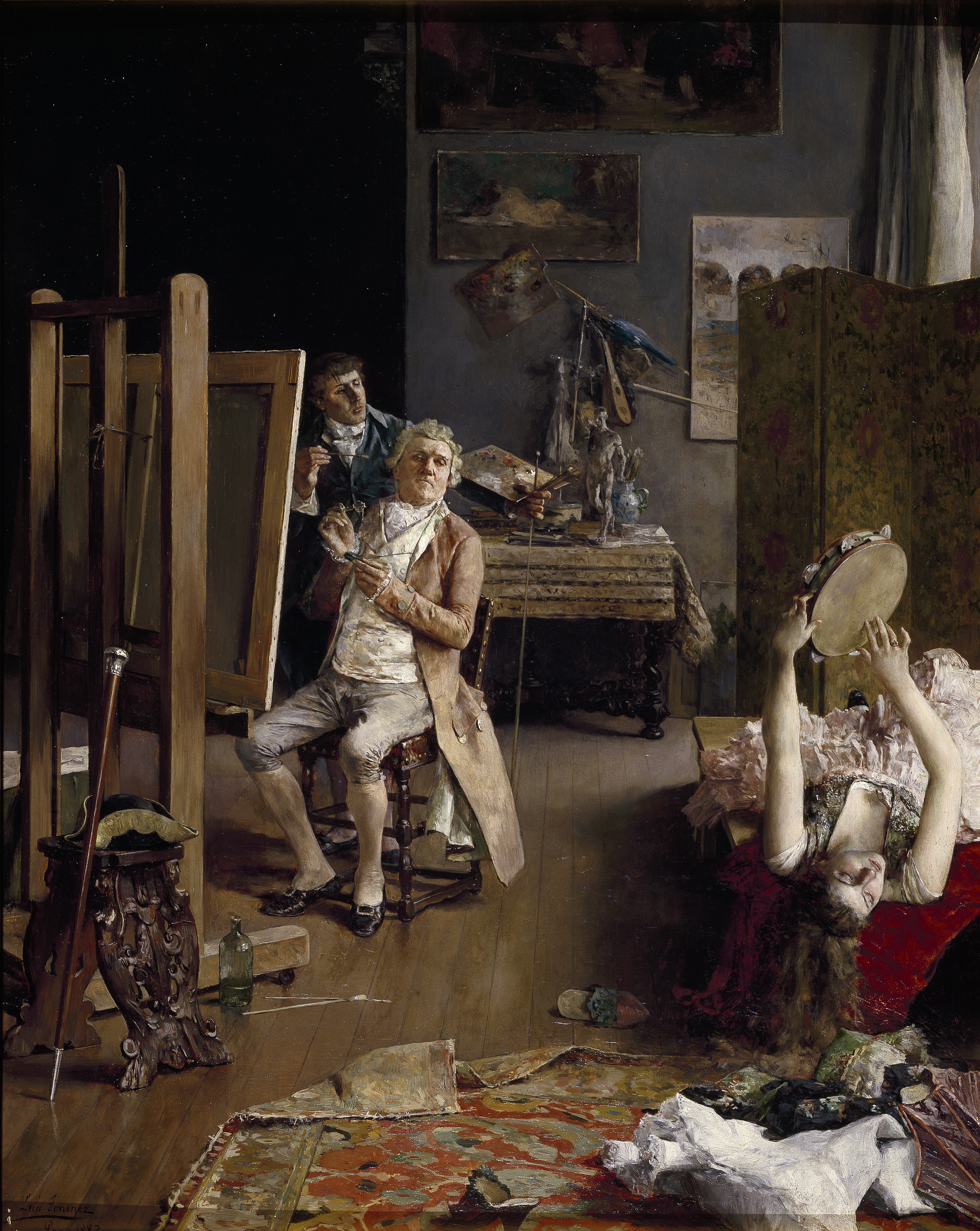
В мастерской художника,1882
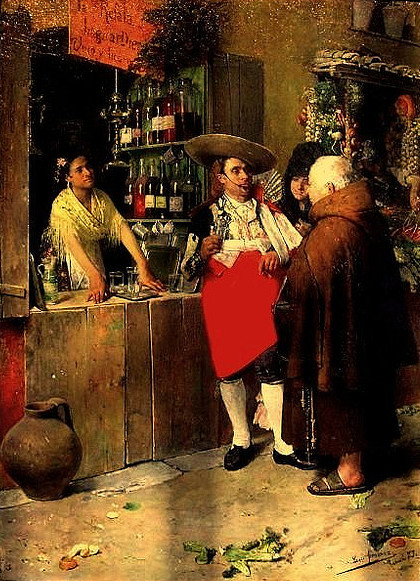
Андалузская таверна, 1873
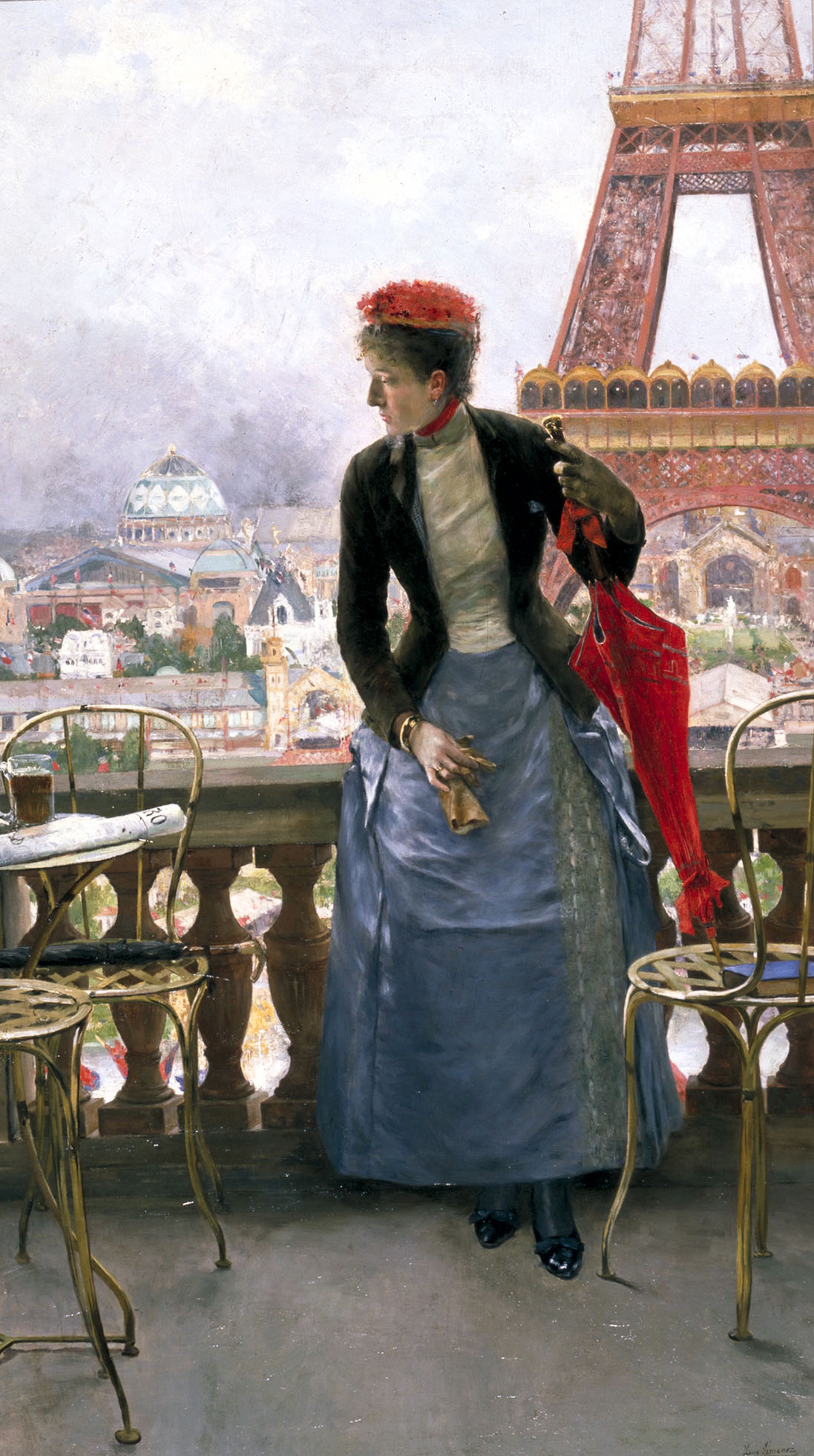
Дама на Всемирной выставке в Парижа, 1889
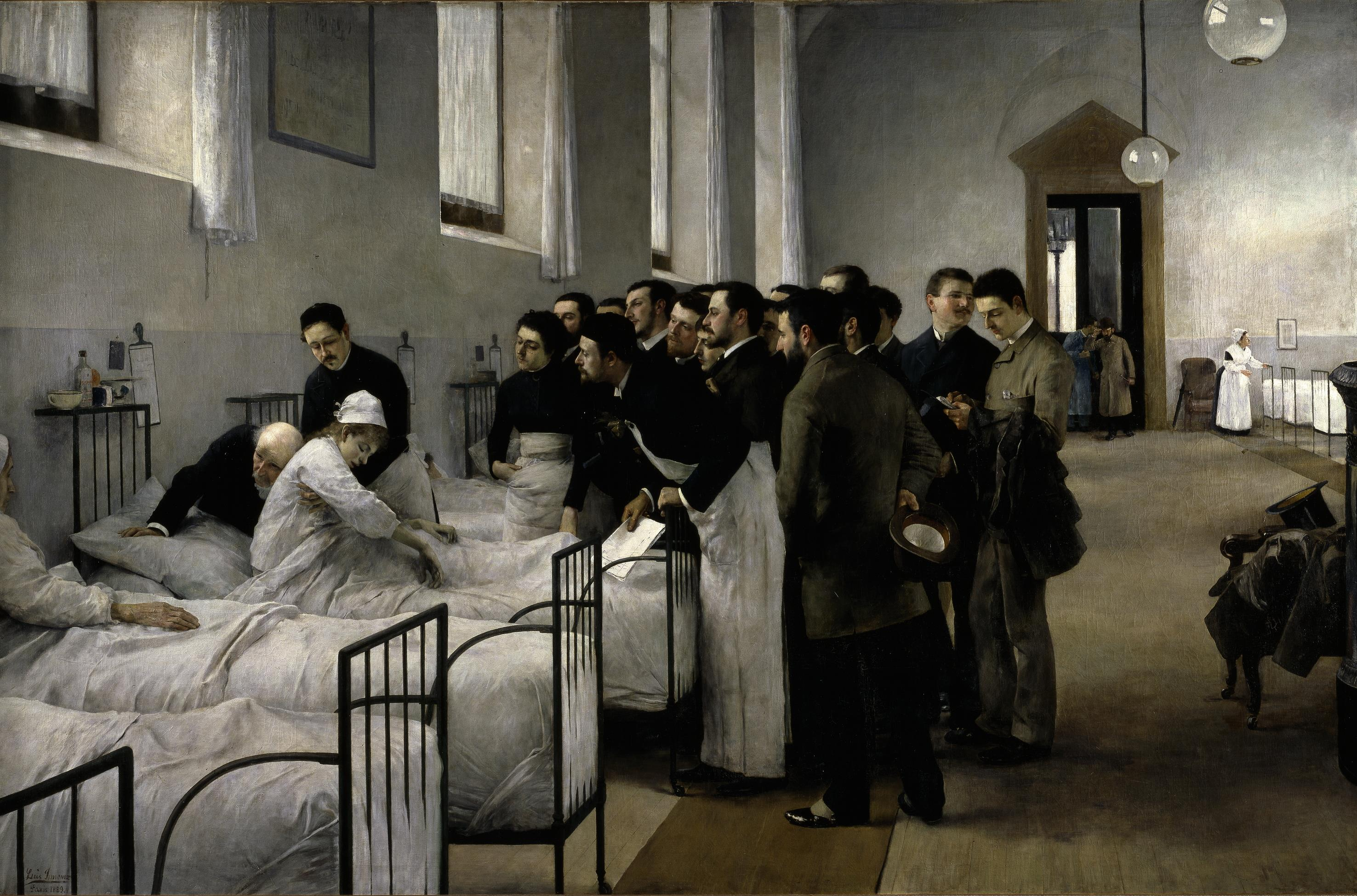
Больничная палата во время посещения главного врача, 1889